# Архиепархия Аракажу

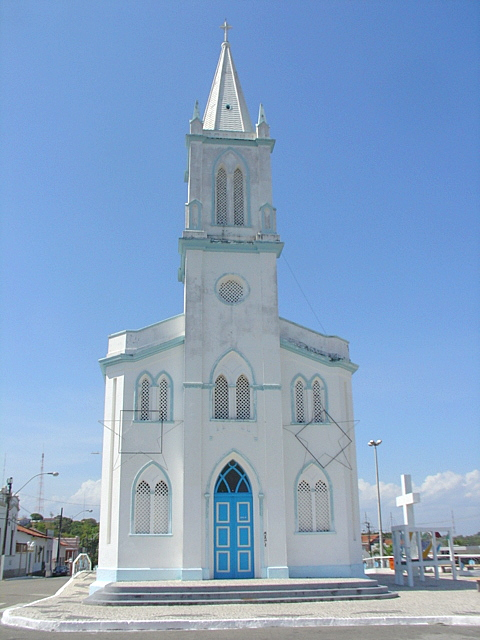
Церковь святого Антония Падуанского, Аракажу, Бразилия

Архиепархия Аракажу (лат. Archidioecesis Aracaiuensis) — архиепархия Римско-Католической церкви с центром в городе Аракажу, Бразилия. В митрополию Аракажу входят епархии Проприи, Эстансии. Кафедральным собором архиепархии Аракажу является церковь Непорочного зачатия Пресвятой Девы Марии.

## История
3 января 1910 года Римский папа Пий X выпустил буллу Divina disponente clementia, которой учредил епархию Аракажу, выделив её из архиепархии Сан-Салвадора-да-Баия. 13 февраля 1920 года епархия Аракажу вступила в митрополию Масейо.
30 апреля 1960 года епархия Аракажу передала часть своей территории новой епархии Эстансии. В этот же день Римский папа Иоанн XXIII издал буллу Ecclesiarum omnium, которой возвёл епархию Аракажу в ранг архиепархии.

## Ординарии архиепархии
- епископ José Tomas Gomes da Silva (12.05.1911 — 31.10.1948);
- епископ Fernando Gomes dos Santos (1.10.1949 — 7.03.1957);
- архиепископ José Vicente Távora (20.11.1957 — 3.04.1970);
- архиепископ Luciano José Cabral Duarte (12.02.1971 — 26.08.1998);
- архиепископ José Palmeira Lessa (26.08.1998 — 18.01.2017, в отставке);
- архиепископ João José da Costa, O.Carm. (18.01.2017 — 19.07.2023, в отставке);
  - епископ Vítor Agnaldo de Menezes (19.07.2023 — 11.03.2024, апостольский администратор);
- архиепископ Josafá Menezes da Silva (11.03.2024 — по настоящее время).

## Источник
- Annuario Pontificio, Libreria Editrice Vaticana, Città del Vaticano, 2003, ISBN 88-209-7422-3
- Bolla Ecclesiarum omnium Архивная копия от 7 октября 2013 на Wayback Machine, AAS 53 (1961), стр. 91  (лат.)